# Phanoperla
Phanoperla är ett släkte av bäcksländor. Phanoperla ingår i familjen jättebäcksländor.

## Dottertaxa tillPhanoperla, i alfabetisk ordning[1]
- Phanoperla amorpha
- Phanoperla anomala
- Phanoperla astrospinata
- Phanoperla bakeri
- Phanoperla belalong
- Phanoperla ceylonica
- Phanoperla cornuta
- Phanoperla flabellare
- Phanoperla flaveola
- Phanoperla fuscipennis
- Phanoperla guttata
- Phanoperla himalayana
- Phanoperla incompleta
- Phanoperla lao
- Phanoperla limitatrix
- Phanoperla limosa
- Phanoperla lisu
- Phanoperla maculata
- Phanoperla maindroni
- Phanoperla malayana
- Phanoperla minutissima
- Phanoperla namcattien
- Phanoperla nana
- Phanoperla nervosa
- Phanoperla nuwara
- Phanoperla omega
- Phanoperla pallipennis
- Phanoperla parva
- Phanoperla peniculus
- Phanoperla pumilio
- Phanoperla schmidi
- Phanoperla sertispina
- Phanoperla simplex
- Phanoperla srilanka
- Phanoperla sumatrae
- Phanoperla testacea
- Phanoperla tuberosa
- Phanoperla wedda
- Phanoperla vietnamensis